# 弓嗣初
弓嗣初（?—?），字號不詳。
咸亨二年（671年）狀元。歷官雍州（今陕西西安西北）司功。